# Gebedenboek van Karel de Stoute

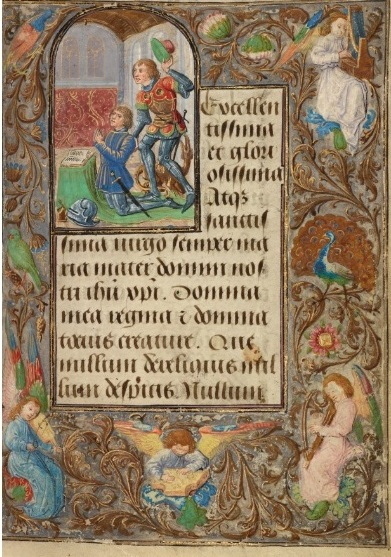
Gebedenboek van Karel de Stoute, f6r, Karel de Stoute wordt door St. Joris aan de Heilige Maagd (f5v) gepresenteerd.

Het Gebedenboek van Karel de Stoute is een verlucht gebedenboek dat gemaakt werd in opdracht van Karel de Stoute. Het wordt nu bewaard in het J. Paul Getty Museum met als signatuur Ms. 37.

## Geschiedenis
Het handschrift werd geschreven door Nicolas Spierinc te Gent, die ervoor betaald werd door de hertog in januari 1469. Lieven van Lathem realiseerde de verluchting te Antwerpen wat ook gedocumenteerd is door rekeningen uit augustus 1469. Hij werd betaald voor 25 miniaturen en de bijhorende marges, voor 88 smalle marges en voor 200 initialen in goud en kleur. Het gebedenboek werd gemaakt in meerdere campagnes en de betalingen van 1469 waren voor het eerste deel dat bestond uit de folia 9 tot 66. De aantallen van miniaturen, marges etc. dat genoemd wordt in de factuur, stemt trouwens perfect overeen met de verluchting die in dit deel is terug te vinden. In dit eerste deel was er geen enkele verwijzing te vinden naar Karel de Stoute, de opdrachtgever. Dit eerste deel was waarschijnlijk afgewerkt eind juli of begin augustus 1469. Ook de goudsmid Ernoul de Duvel uit Den Haag werd datzelfde jaar betaald voor het gouden slot dat hij leverde, maar dat niet bewaard is gebleven.
Het manuscript bevat drie devotionele diptieken die dit eerste deel als het ware insluiten, en waarop we telkens een afbeelding van de hertog aantreffen (f1v, f6r en f68r). We kunnen hieruit afleiden dat het aanbrengen van de miniaturen met portretten van de opdrachtgever, doelbewust werd uitgesteld tot een latere datum. Gezien we weten dat het boek een eerste keer werd ingebonden en van een gouden sluitklep voorzien in Den Haag in september 1469 en dat zowel Lieven van Lathem als Nicolas Spierinc zich in september 1469 in Den Haag bevonden, wordt aangenomen dat het eerste katern daar werd toegevoegd en de gebeden en devotionele diptieken in dit katern en die in de tweede helft van het negende katern nog snel ter plaatse werden uitgevoerd. Aan de technische en stilistische details van de teksten, de miniaturen en de margeverluchting is duidelijk te zien dat ze niet onder dezelfde omstandigheden werden gemaakt als het eerste deel en dat er spoed betrollen was bij de realisatie. 
Het tweede gedeelte, dat gemaakt werd in de jaren 1470 telde 59 folia. In dit tweede deel vindt men een volbladminiatuur, zes driekwartblad miniaturen en een kwartblad miniatuur. Dit tweede deel bevat daarnaast een groot aantal gehistorieerde marges die de beeldcyclus een totaal verschillend karakter geven. 
De "Mademoiselle de Marles" vermeld op het schutblad, liet in de periode 1480-1490 nog vierendertig folia met acht miniaturen van de hand van een Parijse miniaturist, aan het manuscript toevoegen.

## Herkomst
Enkele van de vroegere eigenaars zijn gekend door nota’s die ze achterlieten in het manuscript zoals "Je suys a Mademoiselle de Marles." op het eerste schutblad in een 15e-eeuws geschrift. Dit is een notitie van Marie de Luxembourg. Zij zou het handschrift in haar bezit gehad hebben tot bij haar dood in 1547.
Tussen 1555 en 1572 was het waarschijnlijk in het bezit van Jeanne d’Albret, koningin van Navarra en de echtgenote van Antoine de Bourbon, de kleinzoon van Marie de Luxembourg.
Op folium 1 vinden we een 18e-eeuwse tekst: "Marie Jeanne Dehassy (?) / veuve d'antoine Roquel (?) / capitaine (...) des gardes Du / corps de s.a.R. Monsieur / frere unique Du Roy Louis S.A. et de / Msgr. le Duc D'orleans (...) / De France / [onleesbare datum]". Dit zou verwijzen naar Marie Jeanne de Chaussy, de weduwe van Antoine de Choquier, kapitein in de wacht van Filips van Orléans (1640-1701) en van Filips van Orléans (1640-1701).
Verder vindt men een signatuur "Delaroche" van Paul Delaroche (1797-1856) in een 19e-eeuwse hand op datzelfde eerste folium. Daarna kwam het handschrift in handen van graaf Paul Durrieu (1855-1925) en daarna bij Jean Durrieu (1925-1975). In 1989 werd het gekocht door het Getty.

## Beschrijving
Het handschrift bevat 159 perkamenten folia van 124 bij 92 mm en twee schutbladen vooraan en achteraan. Het tekstblok is 63 bij 46 mm groot. De tekst is geschreven in het Latijn in een kolom met 13 lijnen per bladzijde in een bastarda.
Het eerste en tweede gedeelte van het handschrift bevatten samen vijf volbladminiaturen, tweeëndertig miniaturen van driekwart pagina groot en twee miniaturen van een kwart pagina.  Daarnaast zijn er tweeënveertig gehistorieerde marges. In het derde gedeelte toegevoegd na 1480 zijn er acht miniaturen, zes van een kwartblad groot en twee kleinere. In het eerste en derde deel worden voornamelijk geschilderde initialen op een gouden achtergrond of gouden initialen op een geschilderde achtergrond, van twee lijnen hoog gebruikt aan het begin van belangrijke secties. In het tweede deel gebruikt men naast de twee lijnen hoge initialen ook intialen van slechts een lijn hoog. Lijnvullers worden gebruikt in het ganse handschrift, maar frequenter in deel twee.

## Inhoud
Het boek begon met een aantal gebeden tot de Heilige Maagd gevolgd door vierentwintig suffragia en de Geloofsbelijdenis van Athanasius, de gebeden van de heilige Bernardus en een lang gebed tot Christus in het Middelfrans. Dit is trouwens het enige gebed in dit kleine gebedenboek in het Frans. Er volgt dan nog, in het tweede deel,  een gebed tot de heilige Joris en de grote getijden van het Heilig Kruis.
De gebeden bevatten meestal een antifoon, vers en respons, gevolgd door twee gebeden. Ze zijn meestal ontleend aan de getijdengebeden of aan gebeden uit de mis gewijd aan de heilige tot wie het gebed zich richt.
Het gebedenboek bevat  geen van de secties die we normalerwijze in een getijdenboek vinden. Er is geen kalender, geen Kleine Officie van Onze Lieve Vrouw, geen Boetepsalmen, geen dodenofficie en ook de standaard uittreksels uit de vier evangeliën, het Obsecro te en het O intemerata ontbreken.

## Verluchting
Het script van het gebedenboek, van de hand van Nicolas Spierinc is van een uitzonderlijke kwaliteit. De mooie kalligrafie bevat talrijke cadellen en talrijke grafische versieringen in de onder- en bovenmarge, van de hand van de schrijver, losstaand van de florale margeversiering aan de buitenkant van de bladzijde.
De miniaturen waren steeds gekaderd in een volledig versierde marge. Het kon gaan over een florale marge versierd met insecten, vogels en andere dieren en figuurtjes, maar er waren ook volledige taferelen zoals een groep musicerende engelen, vechtende ridders, jachttaferelen en dergelijke. De marges rond de miniaturen werden afwisselend op een gekleurde en een blanco ondergrond geschilderd. De tekstbladzijden hadden een versierde marge aan de buitenzijde van de pagina. Ook deze kleine marges werden hier en daar versierd met een vogel, maar ze bevatten geen taferelen.
De marges in het tweede deel (ff.69-127) zijn licht verschillend van die in het eerste deel, minder dicht geschilderd en de vogels in de marge zijn mooier afgewerkt en geschilderd in houdingen die in het eerste deel totaal niet voorkomen. Ook het aantal tekstmarges zonder acanthus is beduidend groter in het tweede dan in het eerste deel. De marges in het tweede deel bevatten bovendien vreemde bloemen en fruit die elders niet voorkomen en er werden vogels geschilderd buiten de versierde marge. Het is dus waarschijnlijk dat er een andere hand aan het werk was in het tweede deel.
Enkele van de miniaturen in het gebedenboek worden toegeschreven aan de Weense meester van Maria van Bourgondië.